# Осемнадесети конгрес на Македонската патриотична организация
Осемнадесетият конгрес на Македонските политически организации (МПО) се провежда от 3 до 7 септември 1939 година в Йънгстаун, Охайо, САЩ. Още на 31 януари 1939 година на извънредно заседание на ЦК на МПО след смъртта на дългогодишния президент на организацията Пандил Шанев е избрано ново ръководство с председател Коста Попов, а Кирил Чалев заема неговото място. Останалите постове остават непроменени. Конгресът съвпада с началото на Втората световна война, а Коста Попов критикува „сърбофилската“ политика на Георги Кьосеиванов. В същото време се отправят резолюции до македонската емиграция и до „поробена и борческа Македония“. Главният говорител на конгреса Вангел Сугарев изнася лекция „Възникването и развоят на македонския въпрос“.
Отчита се, че най-големите организации са МПО „Правда“, Торонто, МПО „Татковина“, Детройт, и МПО „Независимост“, Дюкейн. Приети са нови 202 члена на организацията и са основани МПО „Македония“, Сиатъл, и МПО „Свобода“, Кълъмбъс.
Конфликтът с епископ Андрей Велички, глава на Българската епархия в Америка, се разпростира. ЦК на МПО препечатва в „Македонска трибуна“ писмо отговор на кмета на Торонто, в което се критикува развяването на български знамена в църквата „Св. св. Кирил и Методий“, а емиграцията е огорчена от противопоставянето, което довежда до масов отлив на членове от МПО. Членовете на МПО „Правда“ в Торонто Петър Ацев и братята Любен и Александър Димитрови се обвиняват в груба намеса в църковните дела от страна на енорията, като на 10 май 1940 година МПО „Правда“ е изключена от общия организационен живот по нареждане на ЦК, докато не е реорганизирана и прочистена от опозиционерите.
Съгласно решенията на конгреса, подобно на ръководеното от Лабро Киселинчев няколко години по-рано, започва да функционира информационно бюро в Сеинт Луис, Мисури, под ръководството на подпредседателя на ЦК на МПО Христо Анастасов, Любен Димитров и Ал. Лебамов